# هویا (خواننده)
لی هو دونگ (کره‌ای: 이호동؛ زادهٔ ۲۸ مارس ۱۹۹۱) که بیشتر با نام هنری هویا یا لی هو وون شناخته می‌شود خواننده، رپر، ترانه‌سرا، دنسر، بازیگر و اکنون عضو گروه رقص MBITIOUS اهل کره جنوبی است. او به عنوان رپر و وکالیست سابق گروه پسرانه اینفینیت از سال ۲۰۱۰ تا زمان جدایی‌اش از کمپانی وولیم انترتینمنت در سال ۲۰۱۷ شناخته می‌شود. هویا در سال ۲۰۱۸ فعالیت انفرادی خود را با انتشار آلبوم چندآهنگه Shower آغاز کرد. او نخستین بازیگری خود در مجموعه تلویزیونی پاسخ به ۱۹۹۷ (۲۰۱۲) انجام داد و سپس در دختر دوست‌داشتنی من (۲۰۱۴) ایفای نقش کرد.